# Малое Ялы-Майнакское озеро
Ма́лое Ялы́-Майна́кское о́зеро (укр. Мале Яли-Майнацьке озеро, крымскотат. Küçük Yalı Moynaq gölü, Кучюк Ялы Мойнакъ голю) — озеро, расположенное на территории Евпаторийского горсовета; 3-е по площади озеро Евпаторийского горсовета. Площадь — 0,1 км². Тип общей минерализации — солёное. Происхождение — лиманное. Группа гидрологического режима — бессточное.

## География
Входит в Евпаторийскую группу озёр. Длина — 420 м. Ширина наибольшая — 230 м, средняя — км. Глубина средняя : 0,6 м., наибольшая : 1,2 м. Высота над уровнем моря: -0,6 м. Ближайший населённый пункт — Евпатория, застройка которой расположена непосредственно севернее озера, ранее это был отдельный населённый пункт Лимановка.
Малое Ялы-Майнакское озеро отделено от Чёрного моря перешейком. Озёрная котловина водоёма неправильной округлой удлинённой формы, вытянутая с запада на восток. Берега пологие, береговая линия округлая. Реки не впадают. Вокруг озера расположены пансионаты и базы отдыха, севернее проходит аллея Дружбы, соединяющая Евпаторию и Заозёрное.
На дне залегает толща донных отложений: илистые чёрные в верхнем слое, затем серые и стально-серые, иногда с голубоватым оттенком. Высшая водная растительность развивается успешно лишь в опреснённых верховьях озёр и у выходов маломинерализованных подземных вод. Озеро зарастает водной растительностью преимущественно на опреснённых участках — в лагунах у пересыпей, в устьях впадающих балок, в зоне выходов подземных вод. Тут интенсивно развиваются различные водоросли, вплоть до цветения воды. В некоторые годы водоросли придают летом озёрной рапе красноватый или зеленоватый оттенок. На берегах озера степная растительность с немногочисленными кустарниками.
Среднегодовое количество осадков — около 400 мм. Питание: смешанное — поверхностные и подземные воды Причерноморского артезианского бассейна, морские фильтрационные воды.
В реестре соляных озёр Советского Союза находится с 1936 года.

## Хозяйственное значение
Грязи (иловые сульфидные приморского типа) озера в результате хозяйственной деятельности утратили лечебное назначение.
Морской бесплатный пляж на пересыпи бывшего лимана очень популярен в курортный период. Существует мнение, что это лучший песочный пляж в окрестностях Евпатории с пологим берегом. В ноябре 2017 года стало известно, что власти Евпатории отдали под застройку лиман и прилегающую территорию с пляжем компании, принадлежащей экс-министру обороны Украины Павлу Лебедеву. Эти планы вызвали возмущение местных жителей. Депутат Госдумы Наталья Поклонская призвала надзорные органы защитить земельные участки рекреационного назначения в прибрежной зоне от уничтожения. В июне 2018 года прокуратурой Республики Крым заявлены два требования: признать недействительным в силу ничтожности договор аренды земли от 24 августа 2016 года, по которому ООО «Ривьера» получила от администрации города участок для застройки; применить последствия недействительности ничтожной сделки — обязать фирму вернуть Евпатории 7,2 гектара.